# 최원영 (배우)
최원영(1976년 1월 10일 ~ )은 대한민국의 배우이다.

## 연기 활동

### 드라마
- 2006년 KBS2 드라마시티 《그녀가 웃잖아》 ... 형진 역
- 2007년 KBS1 일일연속극 《하늘만큼 땅만큼》 ... 장영민 역
- 2007년 KBS1 TV소설 《아름다운 시절》 ... 임경호 역
- 2008년 KBS1 일일연속극 《너는 내 운명》 ... 남경우 역
- 2009년 SBS 일일연속극 《두 아내》 ... 이영민 역
- 2009년 MBC 대하드라마 《선덕여왕》 ... 계백 역
- 2009년 KBS2 납량특집 드라마 《전설의 고향 - 조용한 마을》 ... 진성 역
- 2010년 SBS 주말극장 《이웃집 웬수》 ... 채기훈 역
- 2010년 KBS2 드라마 스페셜 《오페라가 끝나면》 ... 이중도 역
- 2010년 MBC 일일연속극 《폭풍의 연인》 ... 이태훈 역
- 2011년 SBS 일일드라마 《당신이 잠든 사이》 ... 윤민준 역
- 2011년 SBS 미니시리즈 《천일의 약속》
- 2012년 SBS 주말극장 《맛있는 인생》 ... 강인철 역
- 2013년 MBC 주말 특별기획 드라마 《백년의 유산》 ... 김철규 역
- 2013년 웹드라마 《방과 후 복불복》 ... 속사포 신부 역
- 2013년 SBS 드라마 스페셜 《상속자들》 ... 윤재호 역
- 2014년 SBS 드라마 스페셜 《쓰리 데이즈》 ... 김도진 역
- 2014년 MBC 월화특별기획 《야경꾼일지》 ... 해종 역
- 2014년 SBS 월화드라마 《비밀의 문》 ... 채제공 역
- 2015년 MBC 수목드라마 《킬미힐미》 ... 안국 역
- 2015년 KBS2 월화드라마 《너를 기억해》 ... 이준호 역
- 2015년 tvN 금토드라마 《두번째 스무살》 ... 김우철 역
- 2016년 SBS 드라마 스페셜 《돌아와요 아저씨》 ... 차재국 역
- 2016년 KBS2 주말연속극 《월계수 양복점 신사들》 ... 성태평 역
- 2016년 KBS2 월화드라마 《화랑》 ... 안지공 역
- 2017년 SBS 드라마 스페셜 《당신이 잠든 사이에》 ... 남철두 역 (특별출연)
- 2017년 KBS2 수목드라마 《매드 독》 ... 주현기 역
- 2017년 SBS 월화드라마 《의문의 일승》 ... 장필성 역
- 2018년 SBS 월화드라마 《여우각시별》 ... 한재영 역 (특별출연)
- 2018년 JTBC 금토드라마 《SKY 캐슬》 ... 황치영 역
- 2019년 KBS2 수목드라마 《닥터 프리즈너》 ... 이재준 역
- 2019년 SBS 금토드라마 《녹두꽃》 ... 황석주 역
- 2019년 KBS2 드라마 스페셜 《스카우팅 리포트》 ... 윤경우 역
- 2020년 SBS 금토드라마 《하이에나》 ... 공현국 역 (특별출연)
- 2020년 JTBC 수목드라마 《쌍갑포차》 ... 귀 반장 역
- 2020년 SBS 금토드라마 《앨리스》 ... 석오원 역
- 2020년 MBN 월화드라마 《나의 위험한 아내》 ... 김윤철 역
- 2021년 KBS2 월화드라마 《오월의 청춘》 … 중년 황희태 역 (12회 특별출연)
- 2021년 JTBC 수목드라마《너를 닮은 사람》 ... 안현성 역
- 2021년 KBS2 월화드라마 《꽃 피면 달 생각하고》 ... 이시흠 역
- 2022년 MBC 금토드라마 《금수저》... 가짜 황현도 / 권요한 역
- 2022년 tvN 토일드라마 《슈룹》... 이호 역
- 2023년 tvN 단막극 《O'PENing - 복숭아 누르지 마시오》 … 김강수 역
- 2023년 SBS 금토드라마 《소방서 옆 경찰서 그리고 국과수》 … 하영두 역
- 2023년 tvN 월화드라마 《반짝이는 워터멜론》 … 하이찬 역
- 2024년 Netflix 오리지널 드라마 《하이라키》 ... 정기영 역
- 2024년 JTBC 수목드라마 《조립식 가족》 … 윤정재 역
- 2025년 SBS 화수드라마 《우리들의 초콜릿 순간》 … 홍 사장 역

### 영화
- 2002년 《색즉시공》 ... 박찬수 역
- 2004년 《시실리 2km》 ... 한석 역
- 2005년 《무등산 타잔, 박흥숙》 ... 강현우 역
- 2005년 《연애술사》 ... 한준석 역
- 2006년 《생날선생》 ... 학생과 선생 1 역
- 2007년 《내 여자의 남자친구》 ... 석호 역
- 2010년 《무법자》 ... 신부 박성철 역
- 2010년 《지구대표 롤링스타즈》 ... 잭 역(목소리 더빙)
- 2012년 《청포도 사탕: 17년 전의 약속》 ... 지훈 역
- 2012년 《내가 살인범이다》 ... 태석 역
- 2013년 《누구나 제 명에 죽고싶다》 ... 석호 역
- 2013년 《소설, 영화와 만나다》 ... 동규 역
- 2013년 《번개와 춤을》(단편) ... 동규 역
- 2014년 《플랜맨》 ... 강병수 역
- 2015년 《어떤가족》 ... 태성 역
- 2019년 《광대들: 풍문조작단》 ... 홍윤성 역
- 2020년 《오! 문희》 ... 강철식 형사 역
- 2021년 《자산어보》 ... 정약종 역
- 2023년 《패스트 라이브즈》 ... 노라의 아버지 역
- 2024년 《행복의 나라》 ... 백승기 역

특별 출연
- 2009년 《차우》 ... 시비 검사 역
- 2011년 《적과의 동침》 ... 재복 역
- 2011년 《퍼펙트 게임》 ... 캐스터 역
- 2012년 《점쟁이들》 ... 승우 역

### 방송
- 2017년 SBS 《정글의 법칙》 코모도 편
- 2018년 tvN 《따로 또 같이》
- 2021년 SBS 《맛남의 광장》 - 고정 출연 (2021년 6월 10일 ~ 2021년 9월 9일)
- 2021년 KBS 《옥탑방의 문제아들》
- 2022년 EBS 《EBS 다큐프라임 창사특집 - 지독한 끌림》 ... 내레이션
- 2023년 TV CHOSUN 《식객 허영만의 백반기행》... 게스트 (195회)
- 2023년 SBS 《꼬리에 꼬리를 무는 그날 이야기》... 게스트
- 2024년 JTBC 《아는형님》... 게스트(446회, 452회)
- 2024년 JTBC 《톡파원 25시》... 게스트

### 연극
- 2003년 : 《판도라의 상자》
- 2009년 : 《사랑의 헛수고》 아시아 연출가전 ... 지암 역
- 2010년 : 《사랑의 헛수고》 제 1회 대학로 코미디 페스티벌
- 2015년 : 《술과 눈물과 지킬 앤 하이드》 미타니코우키作 ... 헨리지킬 역

### 뮤직비디오
- 2003년 : 임창정 - 소주 한 잔
- 2007년 : 정일영 - 여자는
- 2013년 : 별 - Love in Memory

### 음반
- 《월계수 양복점 신사들 OST Special Track》 (2016년)
- 《월계수 양복점 신사들 OST Special Track 2》 (2017년)

### 광고
- 2001년 : 서울우유협동조합 서울우유
- 2005년 : sk텔레콤  네이트
- 2005년 : 아모레퍼시픽 미몽드M
- 2006년 : cj 햇반
- 2007년 : LG유플러스 라라라
- 2019년 : 프롬바이오 위매스틱
- 2020년 : 현대해상
- 2020년 : 대한신경외과학회 홍보대사

## 수상 및 후보
| 연도 | 시상식       | 부문                           | 작품                 | 결과 |
| ---- | ------------ | ------------------------------ | -------------------- | ---- |
| 2014 | SBS 연기대상 | 장편드라마부문 남자 특별연기상 | 비밀의 문            | 후보 |
| 2016 | KBS 연기대상 | 남자 조연상                    | 월계수 양복점 신사들 | 후보 |
| 2017 | KBS 연기대상 | 남자 조연상                    | 화랑, 매드독         | 수상 |
| 2019 | KBS 연기대상 | 남자 연작 · 단막극상           | 스카우팅 리포트      | 후보 |
| 2019 | KBS 연기대상 | 미니시리즈부문 남자 우수연기상 | 닥터 프리즈너        | 수상 |
| 2022 | MBC 연기대상 | 베스트 캐릭터상                | 금수저               | 수상 |